# سیدنی پستکا
سیدنی پستکا (انگلیسی: Sidney Pestka; ۲۹ مهٔ ۱۹۳۶ – ۲۲ دسامبر ۲۰۱۶) دانشمند در زمینه اهل ایالات متحده آمریکا بود.
وی همچنین برندهٔ جوایزی همچون مدال ملی فناوری و نوآوری شده‌است.